# Ngân hàng Phát triển mới
Ngân hàng Phát triển mới (tiếng Anh: New Development Bank, tên viết tắt: NDB) là một ngân hàng phát triển đa phương do các quốc gia thuộc khối BRICS đứng ra thành lập. Theo thỏa thuận Thành lập Ngân hàng NDB, "Ngân hàng sẽ tài trợ các dự án công hoặc tư thông qua các khoản cho vay, bảo lãnh, góp vốn cổ phần và thông qua một số công cụ tài chính khác". Bên cạnh đó, Ngân hàng cũng "hợp tác với các tổ chức quốc tế và tổ chức tài chính khác, tài trợ cho các dự án mà Ngân hàng hậu thuẫn".
Ngân hàng có trụ sở chính đặt tại Thượng Hải, Trung Quốc, có tổng vốn xuất phát 100 tỷ USD, trong đó vốn điều lệ là 50 tỷ USD, chia đều cho các nước sáng lập (Ấn Độ, Brazil, CHND Trung Hoa, Nam Phi và Nga). Hiệp ước Ngân hàng Phát triển mới nêu rằng mỗi nước thành viên sẽ có một phiếu biểu quyết và không có nước thành viên nào có quyền phủ quyết.

## Lịch sử

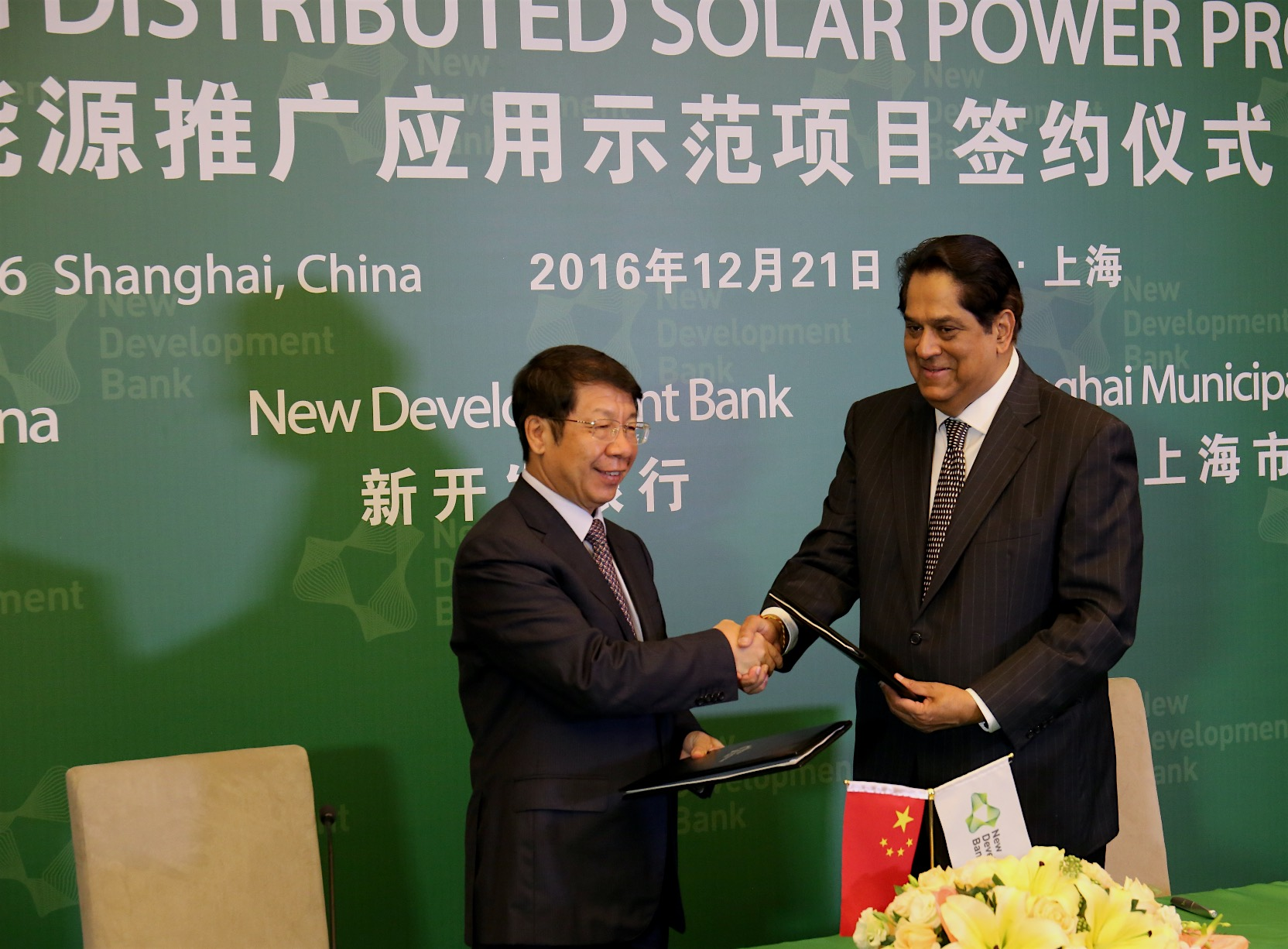
Thứ trưởng Bộ Tài chính Trung Quốc Shi Yaobin cùng với Chủ tịch Kundapur Vaman Kamath ký kết hợp đồng cho vay đầu tiên của NDB tại Thượng Hải

Ý tưởng thành lập Ngân hàng Phát triển mới được Ấn Độ nêu lên tại Hội nghị thượng đỉnh BRICS lần thứ 4 (2012) tổ chức tại New Delhi. Chủ để chính của Hội nghị năm 2012 xoay quanh việc thành lập một ngân hàng phát triển. Đến tháng 3 năm 2013, lãnh đạo năm nước bao gồm Ấn Độ, Brazil, CHND Trung Hoa, Nam Phi và Nga đã nhất trí thành lập một ngân hàng phát triển tại Hội nghị thượng đỉnh BRICS lần thứ năm nhóm họp tại thành phố Durban, Nam Phi.
Ngày 15 tháng 7 năm 2014, Hội nghị thượng đỉnh BRICS lần thứ 6 được khai mạc tại thành phố Fortaleza, Brazil đánh dấu ngày hiệp ước Thành lập Ngân hàng Phát triển mới được ký kết, trong đó đề ra các điều khoản cơ bản nhằm hình thành một cơ sở pháp lý cho sự tồn tại của Ngân hàng. Các nước BRICS cũng ký kết một thỏa thuận thành lập Quỹ dự trữ ngoại hối khẩn cấp (CRA) trị giá 100 tỷ USD.
Ngày 11 tháng 5 năm 2015, Hội đồng Thống đốc Ngân hàng Phát triển mới đã bổ nhiệm ông Kundapur Vaman Kamath làm Chủ tịch của Ngân hàng.
Hội nghị thượng đỉnh BRICS lần thứ 7 (2015) đánh dấu thời điểm hiệp ước Thành lập Ngân hàng phát triển mới bắt đầu có hiệu lực.
Ngày 27 tháng 2 năm 2016, Chủ tịch Ngân hàng NDB Kundapur Vaman Kamath đã cùng với Ngoại trưởng CHND Trung Hoa Vương Nghị và Thị trưởng thành phố Thượng Hải Dương Hùng ký kết Hiệp định Trụ sở chính Ngân hàng và biên bản ghi nhớ về các thỏa thuận liên quan đến Trụ sở chính của Ngân hàng tại Thượng Hải.
Hội đồng quản trị của Ngân hàng đã thông qua phần lớn chính sách và quy trình cho tất cả các bộ phận nghiệp vụ tại một cuộc họp vào tháng 1 năm 2016.
Ngày 19 tháng 7 năm 2016, Ngân hàng NDB thông báo về việc phát hành lần đầu tiên loại trái phiếu xanh với tổng giá trị huy động là 3 tỷ Nhân dân tệ, kỳ hạn 5 năm trên thị trường trái phiếu liên ngân hàng Trung Quốc.
Ngày 20 tháng 7 năm 2016 tại Thượng Hải diễn ra cuộc họp thường niên lần thứ nhất của Hội đồng Thống đốc Ngân hàng NDB, bàn bạc về các chương trình, triển vọng phát triển trong tương lai và tiến hành đánh giá tích cực hoạt động của Ngân hàng trong quá khứ. Tại cuộc họp trên, đợt phát hành trái phiếu xanh đầu tiên bằng đồng Nhân dân tệ được coi là một cột mốc lịch sử trong quá trình phát triển của Ngân hàng.
Cũng trong năm 2016, Hội đồng quản trị của Ngân hàng đã thông qua nhiều dự án tại 5 năm quốc gia thành viên.
Ngày 21 tháng 12 năm 2016, Ngân hàng NDB ký kết hợp đồng cho vay đầu tiên cho một dự án điện mặt trời phân tán tại Trung Quốc.
Tháng 8 năm 2018, hai tổ chức xếp hạng tín nhiệm là S&P Global Ratings và Fitch Ratings đã nâng xếp hạng tín nhiệm của Ngân hàng NDB lên mức AA+. Nhờ đó Ngân hàng có thể cung cấp đa dạng các sản phẩm tài chính cho tất cả khách hàng thuộc hai khu vực công và tư.
Tháng 4 năm 2020, Ngân hàng NDB đã thành lập một Cơ quan hỗ trợ khẩn cấp với 10 tỷ USD, trong đó 5 tỷ USD được dành ra nhằm tài trợ cuộc đấu tranh chống dịch Coronavirus và 5 tỷ USD còn lại để làm dịu đi các ảnh hưởng tiềm năng từ các tác động kinh tế.
Ngày 3 tháng 3 năm 2022, Ngân hàng đã tạm ngưng các giao dịch mới ở Nga để tránh những rủi ro và hạn chế tiềm tàng.
Tháng 5 năm 2022, Ngân hàng đã khánh thành Văn phòng đại diện khu vực Ấn Độ tại khu tài chính quốc tế GIFT City thuộc bang Gujarat (Ấn Độ) để có thể sớm tài trợ và giám sát các dự án đầu tư của Ngân hàng tại Ấn Độ và Bangladesh.

## Cấu trúc và mục tiêu

### Cơ quan quản trị
Theo Hiệp định Ngân hàng Phát triển mới, các cơ quan chính của NDB bao gồm:
- một Hội đồng Thống đốc (chức năng tương đương Hội đồng quản trị Ngân hàng);
- một Ban Giám đốc (chức năng tương đương Ban điều hành Ngân hàng);
- Chủ tịch và các Phó Chủ tịch Ngân hàng.

Cán bộ được bầu chọn vào vị trí Chủ tịch Ngân hàng phải là công dân của một trong năm quốc gia sáng lập Ngân hàng và bốn vị trí Phó Chủ tịch Ngân hàng dành cho các cán bộ được bầu chọn, mỗi vị cán bộ thuộc một trong bốn nước còn lại và không có nhiều hơn một vị cán bộ cùng quốc tịch.

### Vốn
Ngân hàng NDB có tổng vốn xuất phát là 100 tỷ USD, trong đó vốn điều lệ là 50 tỷ USD chia đều cho các nước sáng lập. Mỗi nước thành viên chỉ được tăng tỷ trọng vốn của mình khi có sự chấp thuận của tất cả các nước thành viên còn lại. Ngân hàng NDB có thể kết nạp thành viên là các quốc gia được Liên hợp quốc công nhận nhưng phải đảm bảo một số điều kiện về vốn sau:
- Tổng số cổ phần do các nước sáng lập sở hữu không bé hơn 55% tổng số cổ phần của Ngân hàng;
- Tổng số cổ phần do các nước tài trợ (các nước không vay) sở hữu không lớn hơn 20% tổng số cổ phần của Ngân hàng;
- Số cổ phần do mỗi một nước không sáng lập sở hữu không lớn hơn 7% tổng số cổ phần của Ngân hàng.[1]

### Mục tiêu
Ngân hàng chủ trương góp sức trong việc thực hiện các đề án phát triển thuộc các quốc gia liên quan thông qua các dự án bền vững về kinh tế, xã hội và môi trường. Do đó các mục tiêu của Ngân hàng có thể được tổng kết như sau:
- Thúc đẩy những dự án về phát triển cơ sở hạ tầng và phát triển bền vững nào có tác động tích cực tới các nước thành viên;
- Thiết lập mạng lưới đối tác rộng rãi với các tổ chức tài chính phát triển đa phương và các ngân hàng phát triển quốc gia;
- Xây dựng một danh mục đầu tư cân bằng, đồng thời tính đến vị trí địa lý, quy định về tài trợ và các yếu tố khác của dự án.

## Tư cách thành viên

Chủ tịch Ngân hàng NDB Dilma Rousseff cùng Tổng thống Nga Vladimir Putin vào ngày 26 tháng 7 năm 2023

Sau khi năm nước sáng lập (Ấn Độ, Brasil, Nam Phi, Nga và CHND Trung Hoa) ra thông báo chính thức vào tháng 7 năm 2015, Hiệp ước Ngân hàng Phát triển mới bắt đầu có hiệu lực và quy định tư cách thành viên tiềm năng của Ngân hàng đối với tất cả các nước thành viên của Liên Hợp Quốc.
Theo một số chuyên gia, việc mở rộng danh sách các quốc gia thành viên đóng vai trò quan trọng đối với sự phát triển dài hạn của Ngân hàng thông qua việc thúc đẩy tốc độ tăng trưởng kinh doanh.
Ngày 2 tháng 9 năm 2021, Ngân hàng kết nạp thành viên đối với ba nước: Bangladesh, Các Tiểu vương quốc Ả Rập Thống nhất và Uruguay.
Ngày 29 tháng 12 năm 2021, Ai Cập trở thành thành viên của Ngân hàng.

## Danh sách Chủ tịch Ngân hàng NDB
| Thứ tự     | Chân dung | Tên                | Tại nhiệm                           | Quốc tịch | Lý lịch | Ghi chú                                                         |
| ---------- | --------- | ------------------ | ----------------------------------- | --------- | --- | --------------------------------------------------------------- |
| 1          |           | Kundapur V. Kamath | 11 tháng 5, 2015 – 27 tháng 5, 2020 | Ấn Độ     | - Thạc sĩ Quản trị kinh doanh tại Học viện Quản trị Quốc gia Ahmedabad; - Nguyên Chủ tịch công ty Infosys Limited - Nguyên Chủ tịch không điều hành của Ngân hàng ICICI                                                | Chủ tịch đầu tiên của Ngân hàng NDB                             |
| 2          |           | Marcos P. Troyjo   | 27 tháng 5, 2010 – 24 tháng 3, 2023 | Brasil    | - Nhà ngoại giao người Brasil nghiên cứu về kinh tế và xã hội học - Người sáng lập kiêm giám đốc BRICLab, Viện Đại học Columbia - Thứ trưởng Bộ Kinh tế Brasil phụ trách các vấn đề về ngoại thương và quan hệ quốc tế | Người Brasil đầu tiên đứng đầu một tổ chức phát triển đa phương |
| 3          |           | Dilma V. Rousseff  | 24 tháng 3, 2023 – nay              | Brasil    | - Nhà kinh tế học thuộc Đại học Quốc gia Rio Grande do Sul - Nguyên Tổng thống Cộng hòa Liên bang Brasil - Nguyên Bộ trưởng Bộ Mỏ và Năng lượng Brasil                                                                 | Người phụ nữ đầu tiên nhậm chức Chủ tịch Ngân hàng NDB          |
| Tham khảo: |           |                    |                                     |           | |                                                                 |